# Lijst van beelden in Ermelo
Dit is een (onvolledige) chronologische lijst van beelden in Ermelo. Onder een beeld wordt hier verstaan elk driedimensionaal kunstwerk in de openbare ruimte van de Nederlandse gemeente Ermelo, waarbij beeld wordt gebruikt als verzamelbegrip voor sculpturen, standbeelden, installaties, gedenktekens en overige beeldhouwwerken.
| Geplaatst | Omschrijving                       | Kunstenaar                                        | Straat                                    | Plaats                     | Materiaal | Afbeelding |
| --------- | ---------------------------------- | ------------------------------------------------- | ----------------------------------------- | -------------------------- | --------- | ---------- |
| 2002      | Damesfiets                         | onbekend                                          | Strand Horst                              | Horst                      |           |            |
| 2002      | Herenfiets                         | Onbekend                                          | Strand Nulde                              | 't Oever = gemeente Putten |           |            |
| 2007      | Wildbank (mozaïekbank)             | Henny Verburgt-Tomassen                           | Bij parkeerplaats Grieteweg               | Ermelo                     |           |            |
| 2007      | Veluwse heideschapen (mozaïekbank) | Anneke Granum-Kamerling                           | Bij de schaapskooi op de Ermelosche Heide | Ermelo                     |           |            |
| 2007      | Schaap met lammeren                | Anneke Granum-Kamerling en Fernanda Hulman-Bijker | Bij de schaapskooi op de Ermelosche Heide | Ermelo                     |           |            |